# Styracaceae
Styracaceae  DC. & Spreng. è una famiglia di piante dell'ordine Ericales.

## Distribuzione e habitat
L'areale della famiglia si estende nelle regioni temperate e subtropicali dell'emisfero settentrionale.

## Tassonomia
La famiglia comprende i seguenti generi:
- Alniphyllum Matsum.
- Bruinsmia Boerl. & Koord.
- Changiostyrax Tao Chen
- Halesia J.Ellis ex L.
- Huodendron Rehder
- Melliodendron Hand.-Mazz.
- Parastyrax W.W.Sm.
- Perkinsiodendron P.W.Fritsch
- Pterostyrax Siebold & Zucc.
- Rehderodendron Hu
- Sinojackia Hu
- Styrax L.